# Kristendemokrati
 Denne artikel bør gennemlæses af en person med fagkendskab for at sikre den faglige korrekthed.

Kristendemokrati er en politisk ideologi og en bevægelse, der i store træk tog sin begyndelse som en reaktion mod sekularismen i den franske revolution og kristendomskritiske elementer i marxismen på den ene side og socialdarwinisme og laissez-faire kapitalisme på den anden side.
Kristendemokrati adskiller sig fra kristendom som religion, og de fleste kristendemokratiske partier har i dag ikke nogen konfessionspligt for medlemmer eller tillidsfolk. For flere partier henviser "kristen" kun til et historisk og kulturelt ophav for de filosofiske/ideologiske begreber.
Kristendemokrati som ideologi er en form for kommunitarisme. Denne tilgang bliver ofte set som konservativ for så vidt angår etiske og kulturelle sager, og progressiv for så vidt angår social retfærdighed, arbejdskraft og socio-økonomiske sager.

## Kernebegreber
Naturret er en retsfilosofisk tankegang. Der er en "ret" der kan erkendes af alle mennesker på tværs af kulturer. At der er en "retfærdighed" der ikke afhænger af om der findes love der regulerer det. At "retten" er en forudsætning for at lovgivning kan siges at være retfærdige. Naturretten har været grundlaget for at man eksempelvis har vedtaget universelle menneskerettigheder. Hugo Grotius er et eksempel på en naturretlig tænker. 
Personalisme dækker over menneskesynet i den kristendemokratiske ideologi. Mennesket er som individ et socialt væsen. Individet er blevet den person vedkommende er, i sammenspil med de mennesker det møder på sin vej. Dette medfører et ansvar overfor medmennesket.
Subsidiaritet og sfæresuverænitet medfører, at beslutninger tages på det niveau tættest på dem det vedrører, men hvor det stadig er forsvarligt. Familieproblemer skal derfor primært løses i familierne, det offentlige skal tage over hvis det ikke lader sig gøre, og grænseoverskridende udfordringer skal løses internationalt.
Forvalterskab er et begreb der dækker over at ressourcer (natur, økonomi og kultur) skal forvaltes bæredygtigt på vegne af efterkommere.
I Danmark definerer følgende organisationer sig som kristendemokratiske:
- Cura – netværksbaseret tænketank
- Cura Mag – idépolitisk webzine
- Kristendemokraterne – politisk parti

Har tidligere defineret sig som kristendemokrater:
- CenterPartiet – politisk parti

På Færøerne definerer sig som kristendemokrater:
- Miðflokkurin – politisk parti